# Éric Saul
Éric Saul (París, 26 de mayo de 1954) es un expiloto de motociclismo francés.

## Biografía
Saul comenzó a competir en motos en 1973. Ese año ingresó en la última carrera del desafío "coupe des 4 saisons" en Magny Cours con una Yamaha 125 AS3 sin modificar y terminó en el puesto 15. Su resultado le convenció de seguir una carrera deportiva. En 1974, comenzó con el desafío "coupe des 4 saisons" y ganó ambas rondas en la categoría de 125cc en un Yamaha AS3 y en la clase de 500cc en Kawasaki, aunque fue su primera vez en el circuito Croix-en-Thernois. También en 1974, compitió en la  Kawasaki Cup Challenge, donde terminó 11.º.
Saul compitió en el Campeonato del Mundo de Motociclismo desde 1977 hasta 1983 y luego volvió a competir en 1986. Su mejor resultado fue una cuarta posición en 1982 en el Mundial de 350cc. Saul ganó dos Grandes Premios en su carrera: Gran Premio de las Naciones de 1981 de 250cc y Gran Premio de Austria de 1982 de 250cc.
Al finalizar su carrera deportiva, Saul creó la organización International Classic Grand Prix que promueve reuniones de motos y antiguos pilotos de Grand Prix de los años 70 y 80.

## Resultados en el Campeonato del Mundo
Sistema de puntuación desde 1969 hasta 1987:
| Posición | 1.º | 2.º | 3.º | 4.º | 5.º | 6.º | 7.º | 8.º | 9.º | 10.º |
| Puntos   | 15  | 12  | 10  | 8   | 6   | 5   | 4   | 3   | 2   | 1    |

### Carreras por año
(Carreras en negrita indica pole position, carreras en cursiva indica vuelta rápida)
| Año  | Cat.  | Equipo             | Moto  | 1       | 2       | 3       | 4       | 5       | 6       | 7       | 8       | 9       | 10      | 11      | 12      | 13      | Pts. | Pos. |
| ---- | ----- | ------------------ | ----- | ------- | ------- | ------- | ------- | ------- | ------- | ------- | ------- | ------- | ------- | ------- | ------- | ------- | ---- | ---- |
| 1977 | 250cc | Yamaha             | TZ250 | VEN -   |         | GER -   | NAT -   | ESP -   | FRA 11  | YUG -   | NED -   | BEL -   | SWE -   | FIN -   | CZE -   | GBR 3   | 10   | 21.º |
| 1977 | 350cc | Yamaha             | TZ350 | VEN     |         | GER -   | NAT     | ESP -   | FRA Ret | YUG -   | NED -   | BEL -   | SWE -   | FIN -   | CZE -   | GBR -   | 0    | -    |
| 1978 | 250cc | Yamaha             | TZ250 | VEN Ret | ESP Ret |         | FRA Ret | NAT -   | NED -   | BEL DNQ | SWE -   | FIN -   | GBR -   | GER -   | CZE -   | YUG -   | 0    | -    |
| 1978 | 350cc | Sonauto-Yamaha     | TZ350 | VEN 6   |         | AUT -   | FRA Ret | NAT -   | NED -   |         | SWE -   | FIN -   | GBR -   | GER -   | CZE -   | YUG -   | 4    | 20.º |
| 1979 | 250cc | Yamaha y Adriatica | TZ250 | VEN 6   |         | GER 14  | NAT DNQ | ESP -   | YUG 9   | NED 12  | BEL DNS | SWE -   | FIN -   | GBR 12  |         | FRA 7   | 11   | 18.º |
| 1979 | 350cc | Yamaha y Adriatica | TZ350 | VEN 7   | AUT -   | GER Ret | NAT Ret | ESP -   | YUG Ret | NED Ret |         |         | FIN -   | GBR Ret | CZE 5   | FRA Ret | 10   | 16.º |
| 1980 | 250cc | Bimota             | TZ500 | NAT 5   | ESP 12  | FRA 5   | YUG Ret | NED 2   | BEL Ret | FIN Ret | GBR DNQ | CZE Ret | GER Ret |         |         |         | 24   | 9.º  |
| 1980 | 350cc | Bimota             | TZ350 | NAT 7   |         | FRA 3   |         | NED Ret |         |         | GBR 3   | CZE 11  | GER Ret |         |         |         | 24   | 6.º  |
| 1981 | 250cc | Chevallier Yamaha  | TZ250 | ARG 7   |         | GER -   | NAT 1   | FRA Ret | ESP 20  |         | NED -   | BEL -   | RSM -   | GBR DNQ | FIN -   | SWE -   | 19   | 13.º |
| 1981 | 350cc | Chevallier Yamaha  | TZ350 | ARG Ret | AUT Ret | GER 2   | NAT 5   |         |         | YUG Ret | NED -   |         |         | GBR DNQ |         | CZE -   | 18   | 9.º  |
| 1982 | 350cc | Chevallier Yamaha  | TZ350 | ARG 4   | AUT 1   | FRA -   |         | NAT 6   | NED 7   |         |         | GBR 17  | GBR 7   | CZE 5   |         | GER 3   | 52   | 4.º  |
| 1983 | 250cc | Yamaha             | TZ250 | RSA -   | FRA -   | NAT Ret | GER DNQ | ESP -   | AUT -   | YUG DNQ | NED -   | BEL Ret | GBR 29  | SWE Ret |         |         | 0    | -    |
| 1984 | 500cc | Patton             | -     | RSA -   | NAT -   | ESP -   | AUT -   | GER -   | FRA DNQ | YUG -   | NED -   | BEL -   | GBR -   | SWE -   | RSM -   |         | 0    | -    |
| 1985 | 250cc | Comoth             | -     | RSA -   | ESP -   | GER -   | NAT DNQ | AUT -   | YUG -   | NED -   | BEL DNQ | FRA Ret | GBR DNQ | SWE -   | RSM Ret |         | 0    | -    |
| 1986 | 125cc | LGM                |       | ESP Ret | NAT Ret | GER -   | AUT 21  | YUG -   | NED -   | BEL DNQ | FRA -   | GBR -   | SWE -   | RSM -   |         |         | 0    | -    |